# 田昌人
田 昌人（でん まさと、1月2日 - ）は、日本の男性声優。大阪府出身。

## 来歴・人物
関西を中心に活躍。CMナレーションを多く担当している。
本名は藤田昌人。(相席食堂スタッフライブ3で明かされた。)

## 出演作品

### テレビアニメ
- チエちゃん奮戦記 じゃりン子チエ（アナウンサー）
- 夢のクレヨン王国（ハンバーガー国王）

### 劇場版アニメ
- 鳥たちの戦争

### ゲーム
- PSYCHIC DETECTIVE SERIES vol3.AYA PCエンジン版（1992年、松山栄蔵）
- Cosmology of KYOTO～京都千年物語～（1994年）
- 黒き死の仮面（1994年、アレックス）
- 花の慶次 -雲のかなたに-（1994年、前田慶次、古屋七郎兵衛、岩兵衛）
- バトルヒート（1994年）
- 祇園花 PlayStation版（1995年、御古神司、松千代久太郎、草壁和馬、大会モードOPナレーション）

### アフレコ
- オー!マイキー
- あした・きらりん（大阪市教育委員会制作アニメ）
- 残された名刺　『ある在日一世の軌跡』（1996年、田中社長）

### CMナレーション
- レック・激落ちくん
- グリコ・リベラ
- エースコック
- ネクスコ西日本
- さくら不動産
- ミドリ電化
- デオデオ
- ナカバヤシ
- 改源
- タマホーム
- 近鉄電車
- 京セラ・ミタ
- ニッポンハム
- ナショナル
- パナソニック
- 日本盛
- ヤンマー
- 積水ハウス
- SUN‐TV告知
- 小林製薬
- 東リ
- 大阪トヨペット
- JR西日本
- 但馬屋食品
- 中国新聞

### 番組ナレーション
- よ〜いドン!
- 相席食堂
- 未確認思考物隊
- カンテーレ・がんばれ!スモールTV
- 月刊すぽるたす
- 週刊トラトラタイガース
- 歴史秘話ヒストリア
- 柳生真吾の南北海道スローライフ
- 美味!ニッポン
- トークのるつぼ
- ほびーねっとわーくTV
- ほびーワールド計画
- 船釣り一番
- 弾丸バスボーイ
- 愛ラブ・ペット
- デジタルネバーランド

### ラジオドラマ
- 満腹探偵 柳みつるの事件簿1＆2（柳みつる）
- 大ダコ、襲来（ウォルクス署長）
- 0007/梅田より愛をこめて（ドラゴン中田）
- 狐の嫁入り（神父）
- 現代 義経北行伝説